# Dracunculoidea
Super-famille
Les Dracunculoidea sont une super-famille de nématodes (les nématodes sont un embranchement de vers non segmentés, recouverts d'une épaisse cuticule et mènant une vie libre ou parasitaire).

## Liste des familles
Selon ITIS (9 mai 2010) :
- famille des Dracunculidae
- famille des Micropleudidae
- famille des Philometridae

Selon NCBI (9 mai 2010) :
- famille des Anguillicolidae
- famille des Dracunculidae
- famille des Philometridae
- famille des Skyrjabillanidae

Selon World Register of Marine Species (22 mai 2021) :
- Anguillicolidae Yamaguti, 1935
- Daniconematidae Moravec & Køie, 1987
- Guyanemidae Petter, 1975
- Philometridae Baylis & Daubney, 1926
- Skrjabillanidae Shigin & Shigina, 1958
- Phlyctainophoridae Roman, 1965, synonyme de Phlyctainophorinae Roman, 1965